# Willis Reed
 Willis Reed Jr. (Bernice, Luisiana, 25 de junio de 1942-Houston, Texas, 21 de marzo de 2023) fue un jugador y entrenador de baloncesto estadounidense que desarrolló su carrera a finales de los años 60 y principios de los 70. Con sus 2,08 metros, comenzó jugando de ala-pívot, para pasar a ser un pívot nato. Destaca su trayectoria en los New York Knicks, puesto que fue el único equipo en el que militó en sus 10 años como profesional.

## Trayectoria deportiva

### Universidad
Formado en la poco conocida Universidad de Grambling, logró unos promedios con los Tigers de 18,7 puntos y 15,2 rebotes, lo cual le permitió ser All-American, es decir, uno de los mejores jugadores de toda la nación a nivel universitario, en los años 1963 y 1964.

### NBA
Fue elegido en la primera posición de la segunda ronda del Draft de la NBA de 1964 por los New York Knicks, equipo en el que desarrollaría toda su carrera profesional. En su año del debut fue elegido Rookie del Año, con unas extraordinarias estadísticas de más de 19 puntos y 14 rebotes por encuentro.
Su mejor temporada, y por la que se le recordará siempre, fue la de 1969-70, en la cual logró el hito nunca antes alcanzado de ser considerado, en una misma temporada, MVP de la temporada regular, del All-Star Game y de los Play-offs, redondeando la misma con el anillo de campeón de la NBA. Lograría un segundo título en 1973, cuando ya las lesiones le estaban haciendo mella. Se retiraría un año más tarde, con tan solo 31 años, habiendo disputado 650 partidos, y con unos promedios de 18,7 puntos y 12,9 rebotes por partido.

### Entrenador
Entrenó a los Knicks durante temporada y media, entre 1978 y 1979. De ahí pasó a ser entrenador asistente de la Universidad de St. John's en 1981, y entrenador titular en la Universidad Creighton entre el 1981 y 1985. Regresó de nuevo a la NBA, haciéndose cargo de los New Jersey Nets en 1987, dirigiendo al equipo durante dos temporadas.

## Estadísticas de su carrera en la NBA
|  | Denota temporadas en las que ganó un campeonato de la NBA |
|  | Líder de la liga                                          |

### Temporada regular
| Año      | Equipo   | PJ  | PT | MPP  | %TC  | %3P | %TL  | RPP  | APP | ROB | TPP | PPP  |
| -------- | -------- | --- | -- | ---- | ---- | --- | ---- | ---- | --- | --- | --- | ---- |
| 1964-65  | New York | 80  | —  | 38.0 | .432 | —   | .742 | 14.7 | 1.7 | —   | —   | 19.5 |
| 1965-66  | New York | 76  | —  | 33.4 | .434 | —   | .757 | 11.6 | 1.2 | —   | —   | 15.5 |
| 1966-67  | New York | 78  | —  | 36.2 | .489 | —   | .735 | 14.6 | 1.6 | —   | —   | 20.9 |
| 1967-68  | New York | 81  | —  | 35.5 | .490 | —   | .721 | 13.2 | 2.0 | —   | —   | 20.8 |
| 1968-69  | New York | 82  | —  | 37.9 | .521 | —   | .747 | 14.5 | 2.3 | —   | —   | 21.1 |
| 1969-70  | New York | 81  | —  | 38.1 | .507 | —   | .756 | 13.9 | 2.0 | —   | —   | 21.7 |
| 1970-71  | New York | 73  | —  | 39.1 | .462 | —   | .785 | 13.7 | 2.0 | —   | —   | 20.9 |
| 1971-72  | New York | 11  | —  | 33.0 | .438 | —   | .692 | 8.7  | 2.0 | —   | —   | 13.4 |
| 1972-73  | New York | 69  | —  | 27.2 | .474 | —   | .742 | 8.6  | 1.8 | —   | —   | 11.0 |
| 1973-74  | New York | 19  | —  | 26.3 | .457 | —   | .792 | 7.4  | 1.6 | .6  | 1.1 | 11.1 |
| Total    | Total    | 650 | —  | 35.5 | .476 | —   | .747 | 12.9 | 1.8 | .6  | 1.1 | 18.7 |
| All-Star | All-Star | 7   | 4  | 23.0 | .452 | —   | .750 | 8.3  | 1.0 | —   | —   | 12.6 |

### Playoffs
| Año   | Equipo   | PJ | PT | MPP  | %TC  | %3P | %TL  | RPP  | APP | ROB | TPP | PPP  |
| ----- | -------- | -- | -- | ---- | ---- | --- | ---- | ---- | --- | --- | --- | ---- |
| 1967  | New York | 4  | —  | 37.0 | .538 | —   | .960 | 13.8 | 1.8 | —   | —   | 27.5 |
| 1968  | New York | 6  | —  | 35.0 | .541 | —   | .733 | 10.3 | 1.8 | —   | —   | 21.3 |
| 1969  | New York | 10 | —  | 42.9 | .510 | —   | .786 | 14.1 | 1.9 | —   | —   | 25.7 |
| 1970  | New York | 18 | —  | 40.7 | .471 | —   | .737 | 13.8 | 2.8 | —   | —   | 23.7 |
| 1971  | New York | 12 | —  | 42.0 | .413 | —   | .667 | 12.0 | 2.3 | —   | —   | 15.7 |
| 1973  | New York | 17 | —  | 28.6 | .466 | —   | .857 | 7.6  | 1.8 | —   | —   | 12.8 |
| 1974  | New York | 11 | —  | 12.0 | .378 | —   | .600 | 2.0  | .4  | .2  | .0  | 3.4  |
| Total | Total    | 78 | —  | 33.9 | .474 | —   | .765 | 10.3 | 1.9 | .2  | .0  | 17.4 |

## Logros y reconocimientos
- Rookie del año en 1965.
- 7 veces All Star (1965-1971).
- Primer jugador de la historia de la NBA en ser nombrado MVP de la liga regular, finales y All Star en una misma temporada.
- 2 veces MVP de las Finales (primer jugador en lograrlo).
- Miembro del Basketball Hall of Fame desde 1982.
- Elegido uno de los 50 mejores jugadores de la historia de la NBA en 1996.
- Elegido en el Equipo del 75 aniversario de la NBA en 2021.

## Vida personal
Willis fue el único hijo de Willis Sr. y Inell Reed.
Reed y su primera esposa, Geraldine, se casaron mientras estaban en la universidad. Tuvieron dos hijos, y acabaron divorciándose. Luego se casó con Gale Kennedy, una enfermera, en 1983.

### Fallecimiento
Reed falleció el 21 de marzo de 2023 a los 80 años. En un principio no se revelaron las causas de la muerte, pero se sabía que padecía problemas de salud antes de su fallecimiento. En la declaración de su muerte, su amigo Bill Bradley, dijo que Reed padecía problemas cardíacos.